# Голобородьківська сільська рада
Голобородьківська сільська рада — колишній орган місцевого самоврядування у Карлівському районі Полтавської області з центром у с-ще Голобородьківське.

## Населені пункти
Сільраді були підпорядковані населені пункти:
- с-ще Голобородьківське
- с-ще Михайлівське
- с-ще Тагамлицьке